# Oddworld Inhabitants
Oddworld Inhabitants, Inc. este o companie americană specializată în producerea de jocuri video, fondată în anul 1994 de către Sherry McKenna și Lorne Lanning, veterani în efectele speciale și grafica pe calculator. Creațiile Oddworld încep de la Oddworld: Abe's Oddysee, lansat în anul 1997, până la Oddworld: Stranger's Wrath, lansat în anul 2005.

Logo-ul companiei

Chiar dacă compania este inactivă intern, Oddworld lucrează la filmul Citizen Siege.